# Hypoplectrus unicolor
Hypoplectrus unicolor — вид окунеподібних риб родини кам'яних окунів (Serranidae).

## Поширення
Вид поширений у Карибському морі, біля узбережжя Флориди та Багамських островів.

## Опис
Тіло завдовжки до 13 см. Забарвлення тіла блідо-жовте, на спині яскравіше.

## Спосіб життя
Веде одиночний спосіб життя. Мешкає в мілководних коралових та скелястих рифах. Живиться рибою та ракоподібними.